# Martin Kulldorff
Martin Kulldorff, född 1962 i Lund, är en svensk biostatistiker. 
Han var professor i medicin vid Harvard Medical School från 2003 tills han avskedades 2024.

## Biografi
Kulldorff föddes i Lund och växte upp i Umeå.
Från 2003 var han professor i medicin vid Harvard Medical School. I mars 2024 meddelande Kulldorf att han blivit uppsagd, efter att ha vägrat en covid-vaccination som krävdes av sjukhuset där Harvard Medical Schools lärare är anställda.
Kulldorff är medlem av U.S. Food and Drug Administration:s rådgivande kommitté för "Drug Safety and Risk Management" och tidigare medlem av "Vaccine Safety Subgroup of the Advisory Committee on Immunization Practices" vid Centers for Disease Control and Prevention.

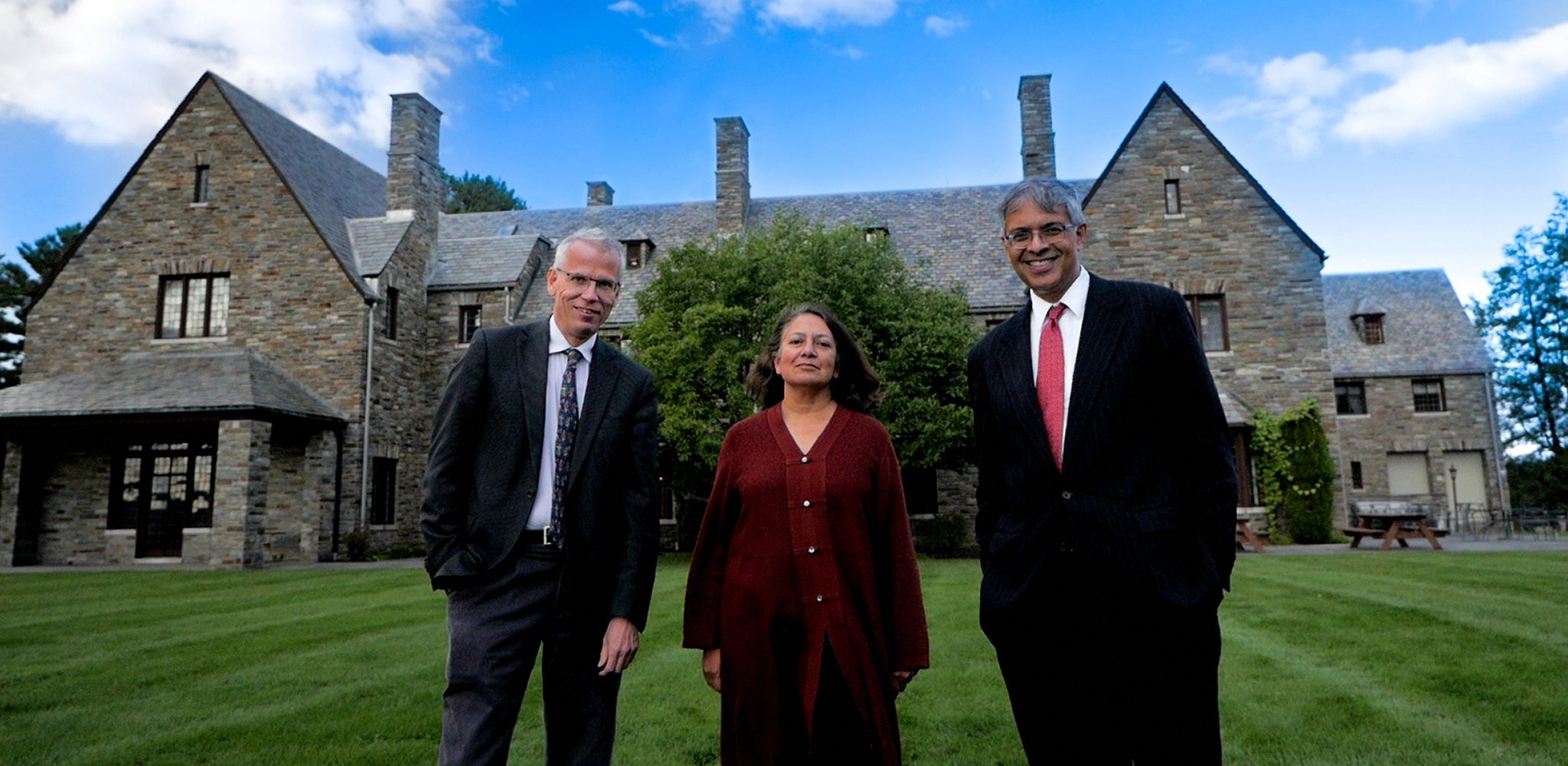
Författarna av Great Barrington-deklarationen vid American Institute for Economic Research: Martin Kulldorff, Sunetra Gupta, Jay Bhattacharya.

2020 var Kulldorff en av medförfattarna till Great Barrington-deklarationen, som förespråkade att restriktioner kring covid-19 skulle hävas för lågriskgrupper i syfte att uppnå flockimmunitet genom smittspridning innan vacciner blev tillgängliga. Samtidigt förde man fram den marginaliserade idén att sårbara grupper skulle kunna skyddas från viruset. Deklarationen möttes av omfattande kritik och avfärdades som oetisk och ogenomförbar av Världshälsoorganisationens generaldirektör Tedros Adhanom Ghebreyesus.
I juni 2025 utsåg den amerikanske hälso- och socialministern Robert F. Kennedy Jr. Kulldorff till Advisory Committee on Immunization Practices.